# Antony Beevor
Antony James Beevor (Winchester, 14 de dezembro de 1946) é um escritor e historiador britânico, educado na renomada Real Academia Militar de Sandhurst e discípulo do mais respeitado historiador britânico sobre a Segunda Guerra Mundial, John Keegan.

## Biografia
Nascido na capital inglesa, em 1946, Beevor estou na Abberley Hall School, em Worcestershire, e depois no Winchester College, em Hampshire. De lá ele foi para a Academia Militar Real de Sandhurst, onde estudou com o renomado historiador militar John Keegan, antes de ser comissionado para o 11º Hussardos, um regimento de cavalaria do Exército Britânico estabelecido em 1715, em julho de 1967. Serviu na Inglaterra e na Alemanha, sendo promovido a tenente em janeiro de 1969 antes de dar baixa de seu posto em agosto de 1970.

## Carreira
Beevor escreveu na última década grandes livros de sucesso sobre a guerra como Creta: A Batalha e a Resistência, Stalingrado e Berlim – A Queda 1945, considerados dos melhores e mais detalhados trabalhos sobre cruciais batalhas do conflito mundial. Elogiados e multi-premiados pela crítica por seu estilo vivo, de descrição detalhada e levantamento investigativo e testemunhal dos fatos, os livros trazem também novas informações meticulosamente apuradas, principalmente sobre a pouca estudada ocupação soviética de Berlim.
Beevor sofreu pesadas críticas do governo russo pelos fatos detalhados por ele em Berlim – A Queda 1945, que narram as atrocidades cometidas pelos dois lados ao final da guerra, mas principalmente as cometidas pelo Exército Vermelho contra a população alemã, notadamente o estupro em massa de mulheres de todas as idades nas semanas seguintes à rendição nazista e à ocupação soviética da Alemanha. Em cores fortes, o livro lança luzes sobre este período, o que custou a Beevor a ira oficial russa, sendo chamado de mentiroso e de ter escrito uma calúnia contra o povo que libertou a humanidade do nazi-fascismo, pelo embaixador da Rússia nas Nações Unidas.

## Trabalhos publicados
Ele escreveu treze livros, romances e não-ficção.
| Livro                                               | Ano  | Estilo     | Outras informações |
| --------------------------------------------------- | ---- | ---------- | ------------------ |
| Violent Brink                                       | 1975 |            |                    |
| For Reasons of State                                | 1980 | Romance    |                    |
| The Spanish Civil War                               | 1982 |            | ISBN 9780141001487 |
| The Faustian Pact                                   | 1983 | Romance    |                    |
| The Enchantment of Christina von Retzen             | 1989 | Romance    |                    |
| Inside the British Army                             | 1990 | não-ficção |                    |
| Crete: The Battle and the Resistance                | 1991 | não-ficção | ISBN 9780140167870 |
| Paris After the Liberation, 1944–1949               | 1994 | não-ficção |                    |
| Stalingrad                                          | 1998 | não-ficção | ISBN 9780670870950 |
| Berlin: The Downfall 1945                           | 2002 | não-ficção | ISBN 9780670030415 |
| The Mystery of Olga Chekhova                        | 2004 | não-ficção | ISBN 9780670033409 |
| The Battle for Spain: The Spanish Civil War 1936–39 | 2006 | não-ficção | ISBN 9780143037651 |
| D-Day: The Battle for Normandy                      | 2009 | não-ficção | ISBN 9780670021192 |
| The Second World War                                | 2012 | não-ficção | ISBN 9780316023740 |
| Ardennes 1944: Hitler's Last Gamble                 | 2015 | não-ficção | ISBN 9780670918645 |
| Arnhem: The Battle for the Bridges, 1944            | 2018 | não-ficção | ISBN 9780241326763 |